# 1950年の大洋ホエールズ
1950年の大洋ホエールズでは、1950年の大洋ホエールズの動向をまとめる。
この年の大洋ホエールズは、チーム創設1年目のシーズンであり、渡辺大陸が1年だけ監督を務めたシーズンである。

## 概要
1949年に巨人の正力松太郎オーナーが「プロ野球発展のためにも、2リーグ制にするべき」と発言。正力発言を受けて各企業がプロ球団の創設に動いたが、その過程で大洋漁業の社会人チームは主力選手をごっそり持っていかれる事態。これを受けた大洋漁業の中部兼市社長（創業者・中部幾次郎の長男）は「わが社もプロ野球チームを作ろう。そのためにも他球団から選手を持ってこい」と役員（この当時弟の中部謙吉は公職追放されていた）に大号令をかけ、こうして現在も続く「横浜DeNAベイスターズ」の前身・大洋ホエールズが誕生した。
チームは球団創設1年目にして同じく主力選手を引き抜かれた阪神と4位争いを演じたが、最終的には勝ち越しながらも5位でシーズンを終えた。投手陣は高野裕良の25勝を筆頭に2ケタ勝利投手を4人輩出したが、打線の援護で勝つ試合も多くチーム防御率は4.47のリーグ5位。打撃陣は4番で後に選手兼任監督を務める藤井勇がチーム最多の34本塁打、正捕手門前真佐人が25本塁打を放つなどチーム打率.273でリーグ3位。1年目を勝率5割で終えたものの1953年の松竹との合併、そして翌1954年から始まる6年連続の最下位とホエールズは1960年の初優勝まで苦難の連続で、チームも下位をさまよい続けた。
この年、一応の本拠地として下関市営球場を定めるが、当時は交通事情の問題、また地方都市での遠征試合を積極的に行った影響などもあって、140試合（20回総当たり）でありながら下関での開催はわずか9試合であり、6月21日（於・兼六園球場）を皮切りに、8月27日（於・後楽園スタヂアム）までの2か月間、下関を離れて北は旭川市から西は山口県東部の徳山市（現・周南市）までの17会場・36試合を足掛け70日間行脚するという異例の日程が組まれたことがあった。

## チーム成績

### レギュラーシーズン
| 1 | 二 | 安井亀和   |
| 2 | 三 | 宮崎剛     |
| 3 | 一 | 大沢清     |
| 4 | 右 | 藤井勇     |
| 5 | 左 | 平山菊二   |
| 6 | 中 | 長持栄吉   |
| 7 | 捕 | 門前真佐人 |
| 8 | 投 | 今西錬太郎 |
| 9 | 遊 | 田中資昭   |

| 順位 | 3月終了時 | 3月終了時 | 4月終了時 | 4月終了時 | 5月終了時 | 5月終了時 | 6月終了時 | 6月終了時 | 7月終了時 | 7月終了時 | 8月終了時 | 8月終了時 | 9月終了時 | 9月終了時 | 10月終了時 | 10月終了時 | 最終成績 | 最終成績 |
| ---- | --------- | --------- | --------- | --------- | --------- | --------- | --------- | --------- | --------- | --------- | --------- | --------- | --------- | --------- | ---------- | ---------- | -------- | -------- |
| 1位  | 中日      | --        | 中日      | --        | 松竹      | --        | 松竹      | --        | 松竹      | --        | 松竹      | --        | 松竹      | --        | 松竹       | --         | 松竹     | --       |
| 2位  | 松竹      | 1.0       | 松竹      | 0.0       | 中日      | 1.0       | 中日      | 5.0       | 中日      | 5.0       | 中日      | 7.5       | 中日      | 9.0       | 中日       | 8.5        | 中日     | 9.0      |
| 3位  | 巨人      | 2.0       | 巨人      | 2.5       | 巨人      | 8.0       | 巨人      | 6.5       | 巨人      | 11.5      | 巨人      | 10.5      | 巨人      | 10.5      | 巨人       | 14.0       | 巨人     | 17.5     |
| 4位  | 大洋      | 3.0       | 大阪      | 10.0      | 大阪      | 10.0      | 大阪      | 8.5       | 大阪      | 14.5      | 大洋      | 20.0      | 大阪      | 22.5      | 大阪       | 25.5       | 大阪     | 30.0     |
| 5位  | 大阪      | 5.5       | 大洋      | 10.0      | 大洋      | 12.0      | 大洋      | 11.5      | 大洋      | 15.0      | 大阪      | 22.5      | 大洋      | 24.0      | 大洋       | 27.0       | 大洋     | 31.0     |
| 6位  | 西日本    | 7.0       | 西日本    | 11.5      | 西日本    | 18.0      | 西日本    | 19.0      | 西日本    | 22.0      | 西日本    | 28.5      | 西日本    | 34.5      | 西日本     | 43.5       | 西日本   | 48.5     |
| 7位  | 広島      | 7.5       | 広島      | 18.0      | 広島      | 20.0      | 広島      | 20.0      | 広島      | 25.5      | 広島      | 36.5      | 広島      | 43.0      | 広島       | 49.5       | 国鉄     | 57.5     |
| 8位  | 国鉄      | 10.0      | 国鉄      | 20.0      | 国鉄      | 27.0      | 国鉄      | 29.5      | 国鉄      | 34.5      | 国鉄      | 42.5      | 国鉄      | 48.5      | 国鉄       | 54.0       | 広島     | 59.0     |

| 順位 | 球団             | 勝 | 敗 | 分 | 勝率 | 差   |
| 1位  | 松竹ロビンス     | 98 | 35 | 4  | .737 | 優勝 |
| 2位  | 中日ドラゴンズ   | 89 | 44 | 4  | .669 | 9.0  |
| 3位  | 読売ジャイアンツ | 82 | 54 | 4  | .603 | 17.5 |
| 4位  | 大阪タイガース   | 70 | 67 | 3  | .511 | 30.0 |
| 5位  | 大洋ホエールズ   | 69 | 68 | 3  | .504 | 31.0 |
| 6位  | 西日本パイレーツ | 50 | 83 | 3  | .376 | 48.0 |
| 7位  | 国鉄スワローズ   | 42 | 94 | 2  | .309 | 57.5 |
| 8位  | 広島カープ       | 41 | 96 | 1  | .299 | 59.0 |

## できごと
- 3月10日 - 本拠地・下関市営球場にて公式戦第1試合が行われ、国鉄スワローズを2-0で下した。勝利投手は今西錬太郎。
- 3月14日 - 長持栄吉が対松竹ロビンス戦（八幡大谷球場）で真田重男から球団第1号となる本塁打を記録。
- 6月27日 - 門前眞佐人が対中日ドラゴンズ戦（後楽園球場）でサイクル安打達成。
- 9月28日 - 大沢清・藤井勇・平山菊二・門前眞佐人ら4名が対大阪タイガース戦（日生球場）でNPB初の4者連続本塁打、1イニング4本塁打は同タイ記録[4]。
- 10月17日 - 対中日ドラゴンズ戦で（草薙球場）セ・リーグ新記録の1試合28得点を挙げ、28対5で勝利[4]

## 表彰選手
| リーグ・リーダー |
| ---------------- |
| 受賞者なし       |

| ベストナイン |
| ------------ |
| 選出なし     |